# Pristimantis wagteri
Pristimantis wagteri é uma espécie de anfíbio anuro da família Strabomantidae. Está presente no Peru. A UICN classificou-a como deficiente de dados.